# Esfingomielina

Esfingomielina
Negre:Esfingosina
Vermell:Fosfocolina
Blau:Àcid gras

L'esfingomielina (en anglès: Sphingomyelin, SPH), és un tipus d'esfingolípid present en la membrana cel·lular dels animals, especialment en la beina de la mielina membranosa que envolta alguns axons de les cèl·lules nervioses. Normalment consta de fosforilcolina i ceramida. En els humans representa el ~85% del total d'esfingolípids.
En els humans l'esfingomielina es creu que és l'únic fosfolípid de la membrana cel·lular que no deriva del glicerol. Com en tots els esfingolípids, el SPH té un nucli de ceramida (esfingosina enllaçat a un àcid gras via un enllaç d'amida. A més té un cap polar, ja sia de fosfocolina o de fosfoetanolamina.
S'ha descobert recentment que té un paper en la transducció de senyal. Les alteracions en l'esfingomielina poden donar diverses malalties hereditàries rares com ñade Niemann-Pick i també l'acantocitesi.

## Imatges

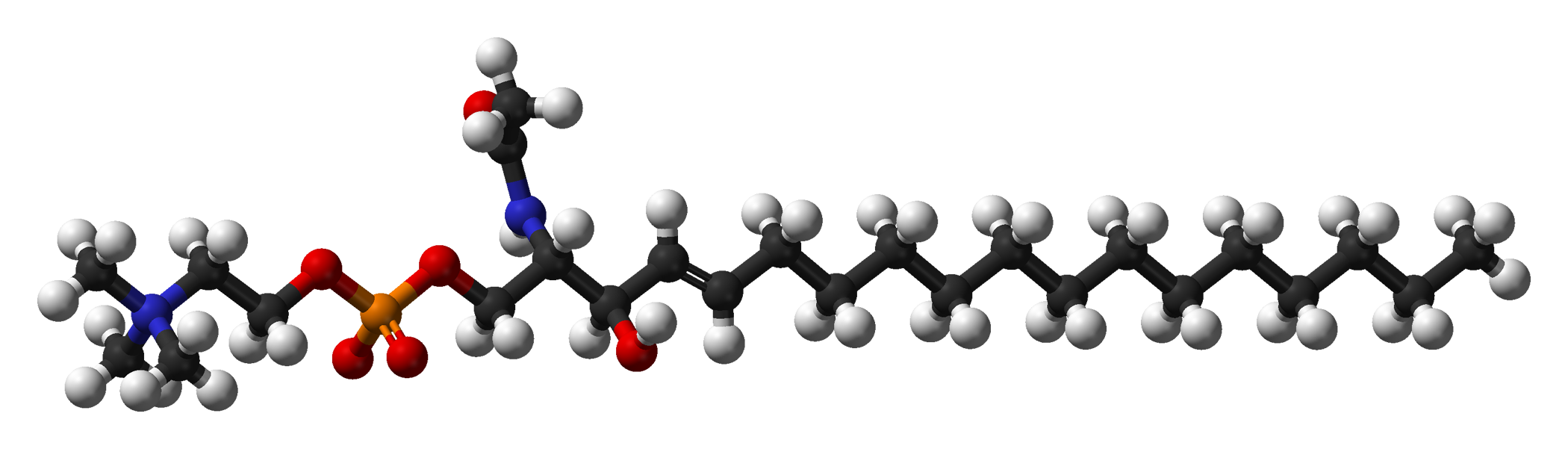
Model de l'esfingomielina
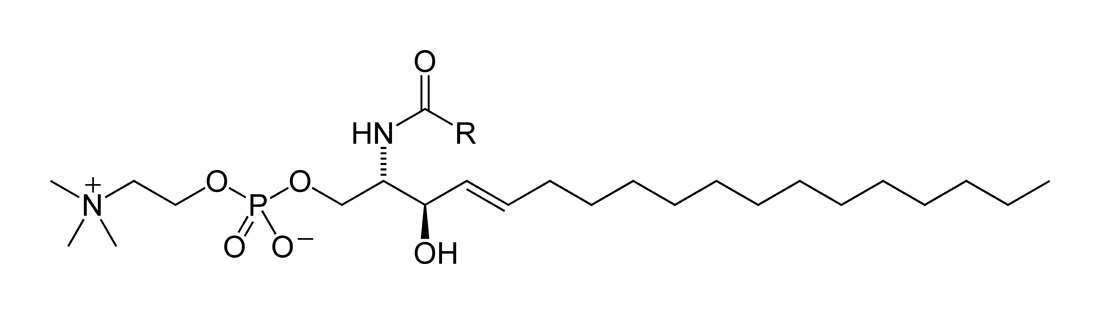
Fórmula esquelètica
ceramida
Esfingosina